# Brujas de Laspaúles
Brujas de Laspaúles hace referencia a las veinticuatro mujeres torturadas y ejecutadas en la localidad de Laspaúles (Huesca, España) en 1593, tras ser acusadas de supuestas prácticas de brujería.

## Historia

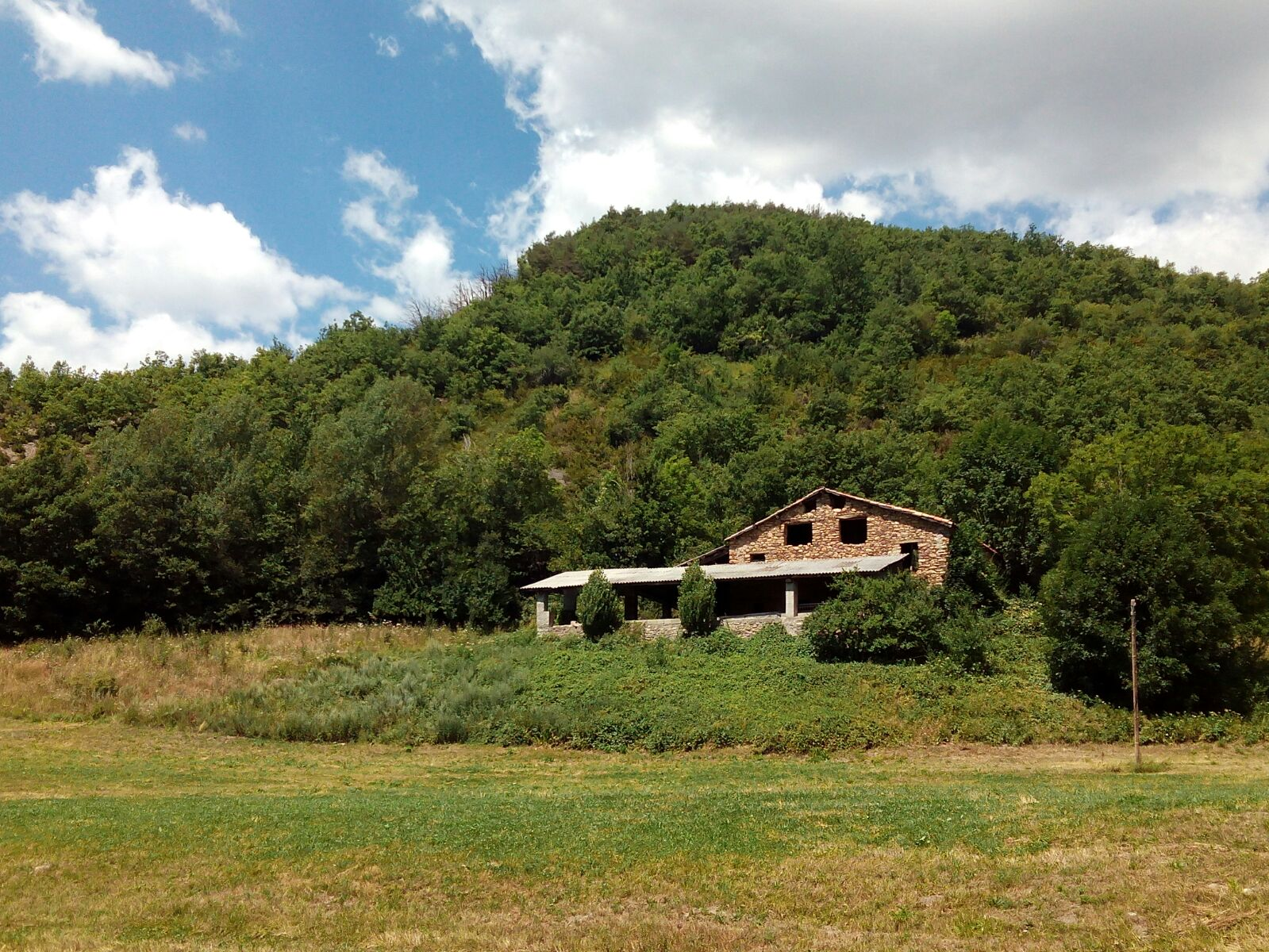
Uno de los lugares de tortura y apedreamiento de las brujas

Este episodio de la historia oscense salió a la luz en 1981, cuando el párroco de esta localidad, Domingo Subías, encontró entre 1000 y 1200 manuscritos escondidos en el campanario de la iglesia. Los textos fueron enviados a la Universidad de Heidelberg para ser analizados y verificar su autenticidad. En ellos, se describía cómo se acusaba a las mujeres de envenenamiento de los vecinos, del rapto y asesinato de niños con fines rituales, de la fabricación de ungüentos prohibidos, así como de desenterrar cadáveres para obtener ingredientes para sus venenos. Además, aparece un documento fechado el 19 de febrero de 1593 en el que se relata cómo se produjeron los ajusticiamientos y los cuatro días de ahorcamientos colectivos, hecho que es descrito por el investigador Carlos Garcés en su obra La mala semilla.
Según relató Garcés en el programa televisivo Cuarto Milenio, existía "la creencia de que las brujas eran una secta de adoradoras del diablo y que se dedicaban fundamentalmente a causar mal. En varios de estos procesos, se acusa a estas mujeres de reunirse de noche con el demonio, que adquiere distintas formas en estos procesos". La obra de Garcés sostiene que las zonas en las que la llamada caza de brujas se produjo con mayor intensidad fueron Aragón y Cataluña, y no el País Vasco y Navarra, como sostiene la creencia popular. Las protagonistas de su libro eran mayoritariamente sanadoras o curanderas a las que se culpaba de cualquier desgracia que aconteciese, como una mala cosecha o un fallecimiento inesperado. Según este investigador, sólo en la provincia de Huesca fueron ahorcadas o quemadas en la hoguera unas 120 mujeres entre 1461 y 1645. 

## Tortura y ejecución
Antes de la celebración de los juicios, las mujeres fueron torturadas con el fin de extraerles una confesión. El método de tortura habitual que se encuentra documentado en estos enjuiciamientos consistía en atar sus manos a la espalda de las mujeres, para luego ser colgadas de una cuerda sujeta a una polea en el techo. En algunos casos se les colgaba además una piedra que intensificaba el dolor. La primera ejecución documentada tuvo lugar el 4 de marzo de 1592. Los ahorcamientos se ejecutaron en el Rodero de San Roc, un montículo cercano a Laspaúles que permitía a los vecinos observar la masacre desde el propio pueblo.
El asesinato de estas mujeres es explotado con fines turísticos en el Parque temático Brujas de Laspaúles. En la misma localidad se encuentra el Museo de la Tortura, que cuenta con hasta 60 reproducciones de instrumentos de martirio diseñados para quebrar la voluntad de las personas acusadas de brujería o de herejías. 
En el momento en el que estas mujeres fueron ahorcadas, el pueblo estaba debatiendo si se debía o no mantener la condena a muerte de las mujeres acusadas de brujería. Tras este debate, el alcalde de Laspaúles ajustició a las 24 encausadas, ahorcándolas en la plaza pública tras haber sido torturadas. Una vez asesinadas, las mujeres eran enterradas y apedreadas, dejando así la fosa de las brujas llena de piedras para que fuesen fácilmente reconocibles en todo el valle.[cita requerida]